# Фёдоров, Владимир Иванович (шахматист)
Владимир Иванович Фёдоров (род. 9 или 11 мая 1949, Ленинград) — советский и российский шахматист, мастер спорта СССР (1970).

## Биография
Сын детской писательницы Ж. И. Яновской, одноклассницы В. Г. Зака.Воспитанник Ленинградского дворца пионеров. Занимался у В. М. Бывшева. Выпускник Института им. П. Ф. Лесгафта.
В 1970 г. выиграл квалификационный матч у мастера А. Б. Ферштера и получил звание мастера спорта.
В период с 1973 по 1985 год участник шести чемпионатов Ленинграда. Лучший результат — делёж 8—10 мест в 1983 году. Состоял в ДСО «Труд». В командных соревнованиях ДСО выступал за команду Адмиралтейского завода. В 1990-е гг. отошёл от практической игры.
Большую известность приобрёл в качестве шахматного журналиста и писателя. С 1974 по 1991 год вёл шахматные отделы в газетах «Ленинградская правда» и «Ленинградский рабочий». Был главным редактором еженедельной газеты «Спорт, человек, время». С 1995 по 2005 год был главным редактором и генеральным директором городской газеты «Спортивная». С 2000 по 2018 год возглавлял издательский дом «Олимп». Является автором большого количества статей на шахматные темы и более 20 книг, вышедших в сериях «Великие россияне», «История в лицах», «Жизнь-игра». Член Союза журналистов Санкт-Петербурга и Ленинградской области (1991 год) и Российского межрегионального Союза писателей (2011 год).
В 1986 году вместе с Л. А. Полнарёвой в издательстве «Лениздат» выпустил программу матч-реванша на первенство мира между Г. К. Каспаровым и А. Е. Карповым (на русском и английском языках). В брошюру вошли краткие биографии шахматистов, очерки их спортивного пути и регламент соревнования.